# مادلين مورو
مادلين مورو (بالفرنسية: Mady Moreau)‏ هي غطاسة فرنسية، ولدت في 1 مايو 1928 في هانوي في فيتنام، وتوفيت في 10 يونيو 1995 في Chuelles ‏ في فرنسا.

## وصلات خارجية
- مادلين مورو على موقع الاتحاد الدولي للسباحة (الإنجليزية)
- مادلين مورو على موقع اللجنة الأولمبية الدولية (الإنجليزية)
- مادلين مورو على موقع أوليمبيديا (الإنجليزية)